# Піщані малюнки народів Вануату
Піщані малюнки народів Вануату  ― це один з видів мистецтва, який передбачає малювання геометричних візерунків на поверхні землі, частіше піску, завдяки непереривної лінії. Піщані малюнки народів Вануату вважаються формою писемності, яку вони зберегли з давнини. Завдяки таким малюнкам населення островів Вануату, що мала різні мови, могло спілкуватися між собою, передаючи знання історичних подій, ритуалів, законів тощо. У 2003 році малюнки на піску народів Вануату були внесені в Список шедеврів усної та нематеріальної культурної спадщини людства ЮНЕСКО.

## Опис

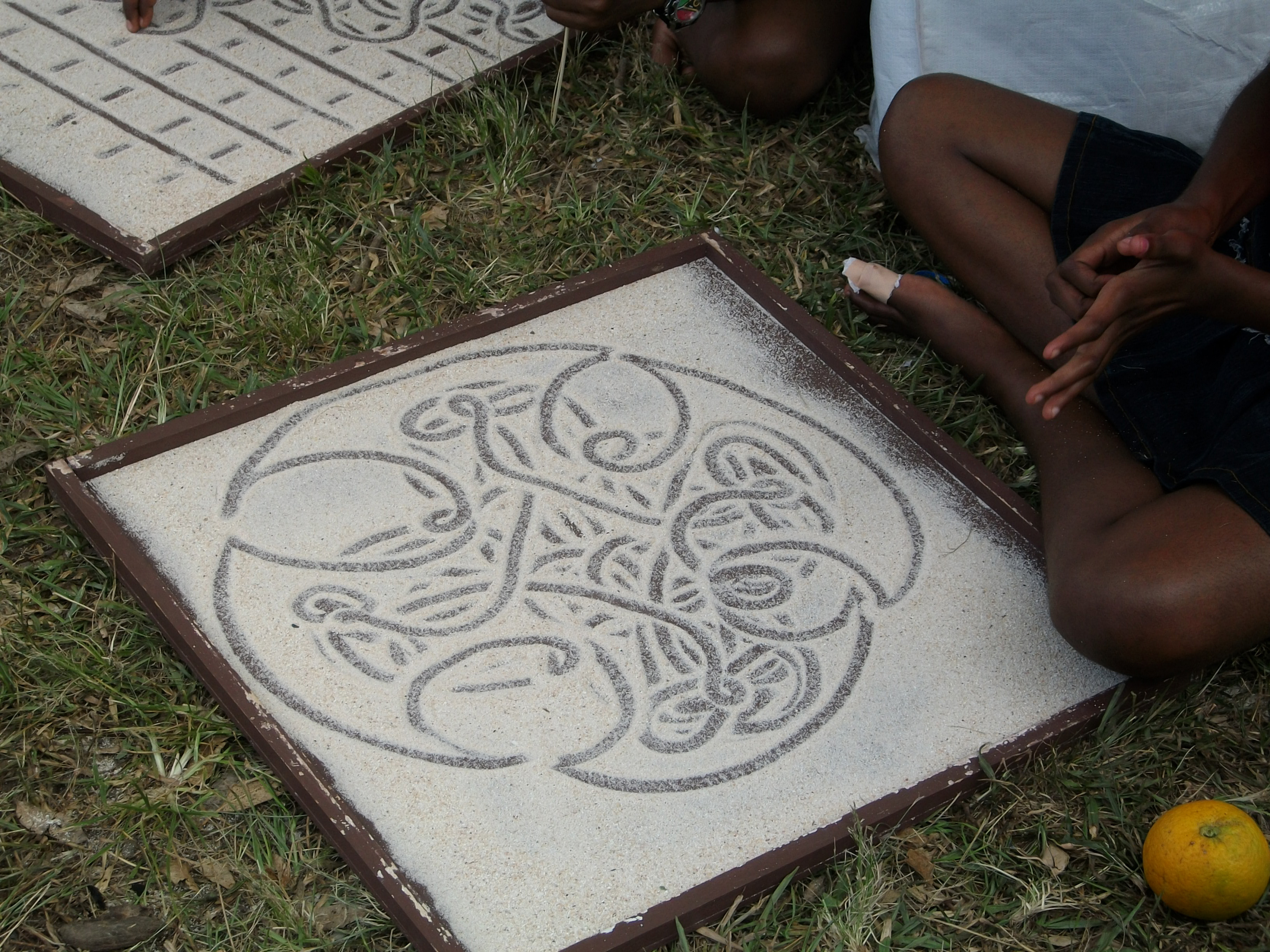
Малюнок на піску, Вануату

Народи Ні-вануату заселяють 67 островів архіпелагу Вануату в Тихому океані. Ці народи розмовляють 80 різними мовами, тому сусідні племена можуть абсолютно не розуміти один одного. Для спілкування між народами на остовах з давніх часів існували традиції малювання на землі. Вануату вдалося зберегти через століття свою виняткову і складну «писемність на піску».

На сайті ЮНЕСКО малювання на піску Вануату описується так:
Малюнки [...] функціонують як мнемонічні засоби для запису та передачі ритуалів, міфологічних знань і великої кількості усної інформації про місцеву історію, космологію, системи спорідненості, цикли пісень, сільськогосподарські техніки, архітектурний і ремісничий дизайн, а також хореографічні візерунки народних танців. Більшість малюнків на піску мають кілька функцій і шарів значення: їх можна «читати» як художні твори, сховища інформації, ілюстрації до історій, підписи або просто повідомлення та об’єкти споглядання. 
За допомогою малюнків народи, які не мають спільної мови, пам'ятають свої культурні надбання. Цікаво, що при всій важливості малюнків іноді вони можуть бути просто своєрідною запискою, наприклад, «Я прийшов сюди, але вас не було вдома».

### Технологія малювання
Піщані малюнки Вануату унікальні тим, що не вимагають спеціальних матеріалів для створення: ні паличок, ні кольорових сумішей, як у австралійських аборигенів чи у індіанців навахо. Малюнки зазвичай виконують на плоскій поверхні безпосередньо на землі або на піску, вулканічному попелі або глині. Найчастіше використовується тонкий шар білої золи для більш чіткого малюнка. Слід зазначити, що завжди пісочними малюнками на архіпелазі Вануату займались тільки чоловіки. Також ці знання передавалися тільки родичам, в спадщину від батька до сина. Однак в останні десятиліття традиції змінилися.
Техніка малюнків на піску у народів Вануату має свої особливості. По-перше, малюють руками, а точніше одним пальцем, тому що, згідно з правилами, малюнок виконується безперервно, тобто не можна відривати палець від піску в процесі виконання. По-друге, обов'язково малюнок повинен починатися зі створення сітки з вертикальних і горизонтальних ліній, на основі яких буде малюватися геометричні візерунки. Ця сітка залишається частиною малюнку. По-трете, майстер при створенні малюнку розповідає історію, казку, легенду тощо. Більш за все існують стабільні малюнки, тобто які не змінюються протягом розповіді майстра. А іноді художник малює частину картини, розповідає історію, а потім змінює картину, щоб закінчити цю історію. Закінчена пісочна картина Вануату є абстрактними уявленнями матеріальних об'єктів і природного світу. Однак часто на малюнку можна побачити черепаху, метелика, рибу, каное або людське обличчя, які обов'язково взаємопов'язані з розповіддю і ілюструють його події та дії.  Ні довговічність, ні постійність не є  бажаними якостями малювання на піску на островах Вануату. 
Характерно те, що майже як тільки малювання піском закінчено, його безжалісно знищують, вирівнюючи пісок. Ці малюнки є ефемерними, швидкоплинними речами, які не призначені для перебування на очах спостерігачів довше кількох хвилин. 
Піщаним малюнкам народів приписують навіть причетність до чаклунства і магії. Мистецтвознавці вважають, що ця «писемність на піску» є найкрасивішим і найскладнішим етнічним художнім твором, а деякі фахівці стверджують, що піскові малюнки Вануату приховують шари глибшого сенсу за межами вмілого малювання складних хвилястих ліній, такі рівні є езотеричними і повністю відомі лише посвяченим.
У 2003 році в Список шедеврів усної та нематеріальної культурної спадщини людства ЮНЕСКО були внесені малюнки на піску народів Вануату. З тогу часу світ дізнався про цю унікальну етнічну творчість, а влада Вануату визнала пріоритетом збереження пісочного малюнка для майбутніх поколінь. З метою популяризації «писемності на піску» з 2004 року у Вануату проходить щорічний фестиваль пісочних малюнків. На цьому фестивалі можна не тільки подивитися і послухати, але і навчитися техніці створення піщаних малюнків місцевих народів.

## Додатково
Такі художники, як Пабло Пікассо, були відомі тим, що малювали свої візуальні ідеї на піску.  Норман Джозеф Вудленд, винахідник штрих-коду, придумав свій винахід, намалювавши його на піску. 
У 2015 році корпорація Disney випустила BeachBot — робота, призначеного для створення масштабних малюнків на піску піском. Робот заповнює 30 квадратних футів малюнками з найпопулярніших фільмів Disney.

## Дивись також
- Список нематеріальної культурної спадщини людства ЮНЕСКО
- Геогліф
- Печерний живопис